# Campeonato Mundial de Ciclismo en Ruta de 1969
Los Campeonatos del mundo de ciclismo en ruta de 1969 se celebró en la ciudad belga de Zolder del 10 al 24 de agosto de 1969. 

## Resultados
| Evento                     | Oro                                                                               | Oro            | Plata                                                            | Plata    | Bronce                                                                | Bronce      |
| -------------------------- | --------------------------------------------------------------------------------- | -------------- | ---------------------------------------------------------------- | -------- | --------------------------------------------------------------------- | ----------- |
| Pruebas masculinas         |                                                                                   |                |                                                                  |          |                                                                       |             |
| Hombres - carrera en línea | Harm Ottenbros · Países Bajos                                                     | 6 h 23 min 44s | Julien Stevens · Bélgica                                         | m.t.     | Michele Dancelli · Italia                                             | + 2 min 18s |
| Contrerreloj por equipos   | Suecia · Erik Pettersson · Gösta Pettersson · Sture Pettersson · Tomas Pettersson | 2h 01' 17"     | Dinamarca Mogens Frey Joergen Hansen Joergen Lund Leif Mortensen | + 1' 45" | Suiza · Xavier Kurmann · Bruno Hubschmid · Josef Fuchs · Walter Burki | + 6' 41"    |
| Amateur - carrera en línea | Leif Mortensen Dinamarca                                                          | 4h 38' 30"     | Jean-Pierre Monseré · Bélgica                                    | + 59"    | Gustaaf Van Roosbroeck · Bélgica                                      | m.t.        |
| Pruebas femeninas          |                                                                                   |                |                                                                  |          |                                                                       |             |
| Mujeres - carrera en línea | Audrey McElmury Estados Unidos                                                    | 2h 04' 27"     | Bernadette Swinnerton Reino Unido                                | + 1' 10" | Nina Trofimova Unión Soviética                                        | m.t.        |